# Aberystwyth Town FC
Aberystwyth Town FC is een voetbalclub die uitkomt in de League of Wales. De club werd opgericht in 1884 en speelt in het Park Avenue Stadium in Aberystwyth, dat plaats biedt aan 5.000 bezoekers.
In 1896 nam de ploeg voor het eerst deel aan de toenmalige Welsh League. Na een jaar hield de club het echter alweer voor gezien en ging het weer voetballen op vriendschappelijk niveau. In de daaropvolgende jaren nam de ploeg onder andere deel aan de competities van Montgomeryshire en de District League, tot in 1921 werd overgestapt naar de Central Section. De ploeg was daarin enorm succesvol en pakte in een decennium zes titels. In de daaropvolgende jaren werd in 1933 en 1950 de Mid-Wales League gewonnen en werd tweemaal de Welsh Amateur Cup veroverd (1931 en 1933) en was Aberystwyth verliezend finalist in 1935 en 1972.
In 1951 stapte de ploeg over naar de Welsh League (South). Erg succesvol was de ploeg daarin niet en zo'n 12 jaar later, in 1963, werd de overstap gemaakt naar de Mid-Wales League, waar de ploeg jarenlang matig presteerde om in 1984 eindelijk weer een prijs te pakken. Na enkele omzwervingen langs de Welsh League (South) en een ontelbaar aantal tweede plaatsen stapte de ploeg in 1992, als een van de eerste clubs, over naar de League of Wales. Meteen in het eerste seizoen veroverde de ploeg de derde plaats, wat tot op heden de beste prestatie is op landelijk niveau.

## Erelijst
| Kampioenschap | aantal | winnaar in | finalist in |
| ------------- | ------ | ---------- | ----------- |
| Welsh Cup     | 1      | 1900       | 2009        |

## In Europa
#Q = #kwalificatieronde, #R = #ronde, T/U = Thuis/Uit, W = Wedstrijd, PUC = punten UEFA coëfficiënten .
Uitslagen vanuit gezichtspunt Aberystwyth Town FC
| Seizoen | Competitie    | Ronde | Land             | Club                   | Totaalscore | 1e W    | 2e W    | PUC |
| ------- | ------------- | ----- | ---------------- | ---------------------- | ----------- | ------- | ------- | --- |
| 1999    | Intertoto Cup | 1R    | Vlag van Malta   | Floriana FC            | 3-4         | 2-2 (T) | 1-2 (U) | 0.0 |
| 2004    | Intertoto Cup | 1R    | Vlag van Letland | FC Dinaburg Daugavpils | 0-4         | 0-0 (T) | 0-4 (U) | 0.0 |
| 2014/15 | Europa League | 1Q    | Vlag van Ierland | Derry City FC          | 0-9         | 0-4 (U) | 0-5 (T) | 0.0 |

Totaal aantal punten voor UEFA coëfficiënten: 0.0
Zie ook
- Deelnemers UEFA-toernooien Wales
- Ranglijst van alle clubs die in de diverse Europa Cups zijn uitgekomen

Aberystwyth Town ·
Bala Town ·
Barry Town ·
Briton Ferry Llansawel ·
Caernarfon Town ·
Cardiff Metropolitan University ·
Connah's Quay Nomads ·
Flint Town United ·
Haverfordwest County ·
Newtown ·
Pen-y-Bont ·
The New Saints